# Alte Burg (Aull)
Die  Alte Burg, ehemaliges Hofgut Aull, ist eine mittelalterliche Wasserburg in Aull im Rhein-Lahn-Kreis in Rheinland-Pfalz.

## Geschichte
Die Anfänge der ehemaligen Wasserburg liegen in der zweiten Hälfte des 13. Jahrhunderts. 1284 wird die Burg erstmals urkundlich als Besitz der Ministerialenfamilie Helfenstein erwähnt. Von dieser früheren Burg ist nichts erhalten geblieben.
Das heutige Portal ist auf das Jahr 1558 datiert. Durch weitere Umbauten veränderte die Burg ihr Aussehen bis in das 18. Jahrhundert.

## Anlage
Die heutige kleine Burganlage hat spätgotische Architektur und ist eines der letzten Beispiele rheinischer Fachwerkburgen. Die Burg ist im Privatbesitz und wird bewohnt. Sie gehört zu den Kulturdenkmälern in Aull.

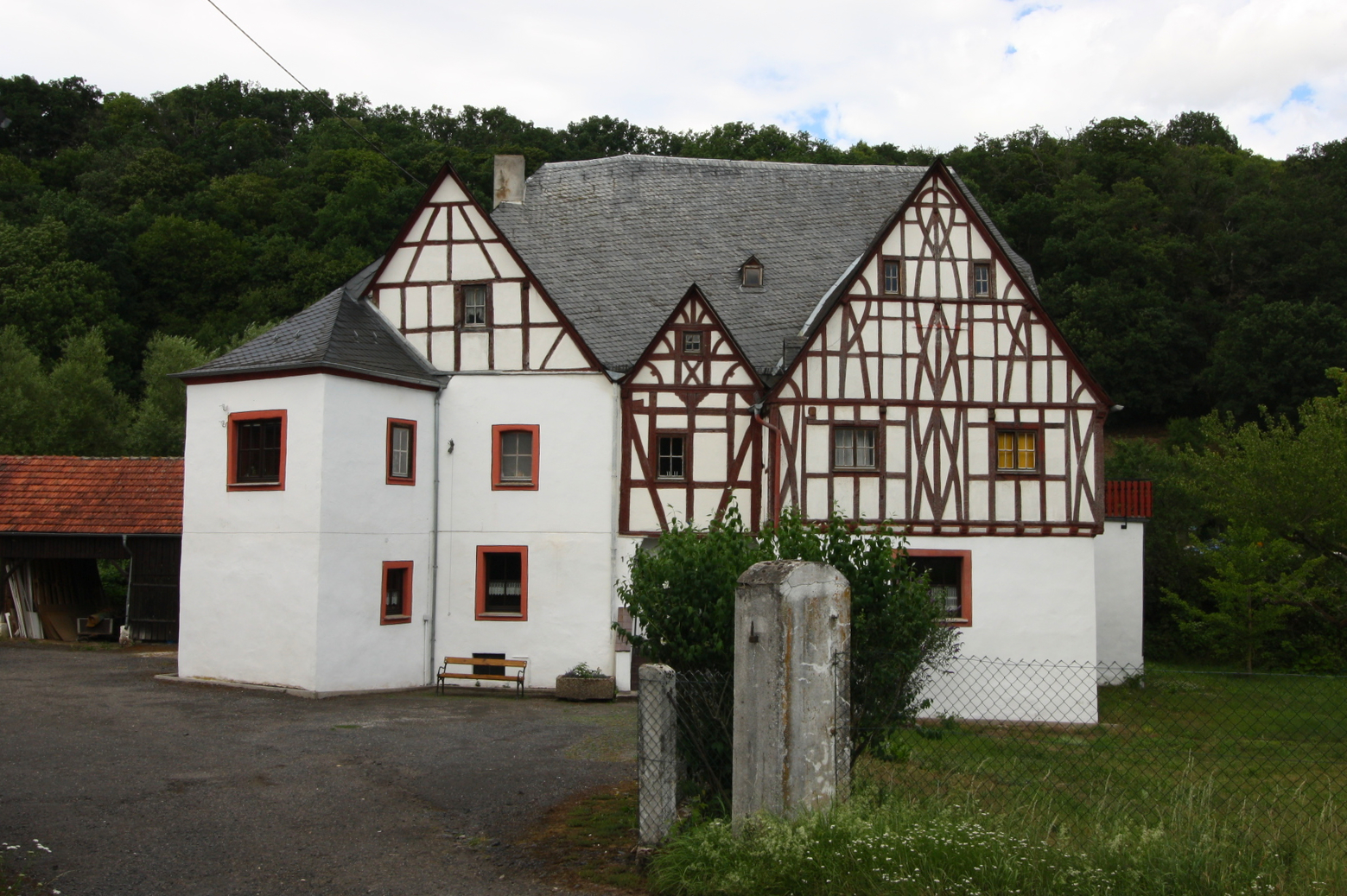
Alte Burg Aull